# Lola Colt… sie spuckt dem Teufel ins Gesicht
Lola Colt… sie spuckt dem Teufel ins Gesicht (Originaltitel: Lola Colt (Faccia a faccia con El Diablo)) ist ein Italowestern mit Musical-Elementen, in dem – für das Genre einmalig – eine schwarze Heldin im Mittelpunkt steht. Der Film hatte in Deutschland erst drei Jahre nach Entstehen am 23. Oktober 1970 Erstaufführung.

## Handlung
In der Stadt Santa Ana, die von El Diablo und seiner mexikanischen Banditenbande kontrolliert wird, trifft eine Gesangs- und Tanz-Truppe ein. Eines der Showmädchen, Virginia, leidet an Malaria, so dass die Truppe zu einem längeren Aufenthalt gezwungen ist. Die Stadtbewohner sind nicht davon begeistert, der Saloonbesitzer jedoch gewährt ihnen Aufenthalt. Dadurch kann Lola einige Lieder zum Besten geben, ihre Kleider zeigen und sich mit El Diablo anlegen. Dessen Masche ist es, Schutzgelder zu erpressen; bei Weigerung nimmt er Geiseln, verbringt sie zu einer geheimen Ranch und bringt sie um, wenn die Stadt nicht zahlen möchte. Der frühere Medizinstudent Rod, der im Ort wohnt und sich um Virginia kümmert, verliebt sich in Lola. Nach dem Tod eines kleinen Jungen verlieren die Männer des Ortes ihre Zurückhaltung und halten es mit Lola, die El Diablo zum Zweikampf stellen und die Geiseln befreien kann. Rod verlässt mit Lola und der Truppe die Stadt.

## Kritik
„Billiger Italowestern, der seine Brutalitäten mit Show-Einlagen mischt.“

„Der Westernanteil tritt natürlich gegen die außergewöhnlichen Zutaten etwas zurück, aber es gelingt Marcellini, das Feuer am Köcheln zu halten. Gutes B-Western-Material.“

## Sonstiges
- Die Lieder im Film, an Tamla-Motown gemahnende Nummern, werden von Lola Falana gesungen: Scrivimi il tuo nome sulla mano und Uno come te. Daneben singt sie einer Version des Gospel-Klassikers Swing low, sweet chariot.